# メチル基

メチル基の構造式

メチル基（メチルき、methyl group）とは、有機化学において、-CH3 と表される最も分子量の小さいアルキル置換基である。特にヒドロキシ基やメルカプト基（チオール基）に対する保護基にも利用される。この名称は、IUPAC命名法の置換命名法のルールによりメタン (methane) の呼称から誘導されたものである。そして構造式で表記する場合はMeと略される。
メチル基は隣接基効果として、電子供与性を示す。このことは、超共役の考え方で説明される。（記事 有機電子論に詳しい）

## メチル化
ある化合物上にメチル基を導入することを メチル化 と呼ぶ。メチル化は有機合成において、そして生体内において行われる化学反応である。本節では有機合成におけるメチル化反応について述べる。生体内でのアミノ酸残基やDNA核酸塩基などのメチル化については項目: メチル化 を参照のこと。

### 有機合成化学におけるメチル化
有機合成化学においてメチル化に利用される反応の形式は大きく
1. 求電子付加反応
2. 求核置換反応
3. 還元的アルキル化反応

に分けられる。とくに求電子付加反応はメチル化と三級アルキル化に特徴的で、他の一級ないしは二級アルキル化に置き換えると相当する反応は進行しない。またこの性質が、メチル基の脱保護に利用されたり、転位反応し易いという特徴になっている。
求電子付加反応により、O-メチル化、S-メチル化する試薬として、硫酸ジメチル、トリフルオロメタンスルホン酸メチル (CF3SO3CH3) が知られている。特にカルボン酸をメチル化する場合には、ジアゾメタンあるいはトリメチルシリルジアゾメタンを用いれば、速やかに収率良くメチルエステルが得られることが多い。
求核置換反応により、O-メチル化、N-メチル化、S-メチル化するにはヨードメタンを塩基とともに作用させる。N-メチル化、S-メチル化はメチル基の電子供与性により、アルキル置換するほど窒素または硫黄の求核性が増大する為に複数のメチル基が導入されやすく、場合によっては四級アンモニウムやスルホニウムが優先して生成する。近年、炭酸ジメチルをメチル化剤として使う方法が研究され始めている。
還元的アルキル化反応はもっぱらN-メチル化に利用されるので、還元的アミノ化（reductive amination）とも呼ばれ、エシュバイラー・クラーク反応など、ホルムアルデヒドをアミンに作用させて還元する。この方法は求核置換反応によるN-メチル化が、容易に複数個のメチル基が導入されやすいのに対して、N-モノメチル体を生成させ易い特徴を持つ。
O-メチル基は、強いルイス酸を作用させると容易に脱離（カチオン転位）するので、O-メチル基を脱保護する方法として、三臭化ホウ素 (BBr3) や ヨードトリメチルシラン ((CH3)3SiI) などが利用される。この際に脱離したメチル基が不用意に他の部位に求電子付加しないようにするため、メチル基を捕捉するジメチルスルフィドなどのスカベンジャーを共存させる場合もある。特にフェノール性ヒドロキシ基はこの方法で脱離させやすいので、フェノールの保護基としてメチル基を利用する場面が多い。
あるいは酸素も含めて交換されるために形式的なメチル化になるが、カルボン酸あるいは他のアルキル基のエステルをメタノールと酸触媒下で反応させると前者は脱水縮合により、後者はエステル交換によりメチルエステルを与える。この反応は付加脱離反応である。
炭素をメチル化する方法としてケトンのカルボニル炭素に対して、メチルリチウム (CH3Li) 、臭化メチルマグネシウム (CH3MgBr) など有機金属試薬を作用させると求核的なメチル化反応が進行して相当する三級アルコールが得られる。